# George Orwell: A Life in Pictures
George Orwell: A Life in Pictures é um docudrama britânico de 2003, dirigido por Chris Durlacher e produzido pela rede BBC. O filme é estrelado por Chris Langham, e narra a história da vida do escritor George Orwell.

## Sinopse
George Orwell: A Life in Pictures oferece um retrato detalhado e visualmente envolvente da vida do autor britânico George Orwell, conhecido por seu olhar crítico e incisivo sobre a sociedade e a política. Nascido Eric Arthur Blair (1903-1950), Orwell se destacou não apenas pela sua habilidade literária, mas também por seu compromisso com a justiça social e sua oposição ferrenha ao totalitarismo. Seu trabalho inclui ficção, jornalismo, crítica literária e poesia, sendo reconhecido principalmente pelas suas obras distópicas Nineteen Eighty-Four (1949) e a sátira Animal Farm (1945), que continuam a vender mais cópias do que qualquer outro livro do século XX. Além dessas obras-primas, Homenagem à Catalunha (1938) e seus ensaios sobre política, linguagem e cultura solidificam sua posição como um dos mais importantes cronistas da cultura inglesa do século passado, sempre em busca de clareza e honestidade na linguagem e nas ideias.

## Elenco
- Chris Langham como George Orwell
- Michael Fenton Stevens como Why I Write Questions
- Tom Goodman-Hill como Derek Savage
- Andrew Bone como Alex Comfort
- Mary Roscoe como Eileen Blair
- Rebecca Front como Entrevistada
- Barbara Flynn como Narradora
- Salo Gardner como Defensor civil (sem créditos)

## Prêmios e indicações
- British Academy Film Awards
  - Melhor Edição (Factual) (Televisão)[3]
- International Emmy Awards (2004)
  - Melhor Programa Artístico
- Grierson Awards (2004)
  - Prêmio Grierson de Melhor Documentário Artístico[4]